# Agua Salada, Chihuahua
Agua Salada är en ort i Mexiko.   Den ligger i kommunen Guazapares och delstaten Chihuahua, i den nordvästra delen av landet, 1 300 km nordväst om huvudstaden Mexico City. Agua Salada ligger 1 514 meter över havet och antalet invånare är 115.
Terrängen runt Agua Salada är kuperad åt nordväst, men åt sydost är den bergig. Runt Agua Salada är det mycket glesbefolkat, med 2 invånare per kvadratkilometer. Närmaste större samhälle är Palmarejo, 18,3 km nordväst om Agua Salada. I omgivningarna runt Agua Salada växer huvudsakligen savannskog.